# 神谷和宏 (評論家)
神谷 和宏（かみや かずひろ、1973年11月8日- ）は、中学校教師、北海道大学大学院メディア・コミュニケーション研究院研究員、批評家。

## 経歴
北海道生まれ。駒澤大学文学部国文学科卒業後、北海道に戻り、高校教師を経て、中学校教師に。
ウルトラマン論をはじめ、教育論、社会批評なども手がけている。
放送大学大学院修士課程修了。
北海道大学大学院国際広報メディア・観光学院修了。博士（国際広報メディア）。
研究対象はポップカルチャーと観光学。

## 著書
- 『M78星雲より愛をこめて』文芸社 2003
- 『ウルトラマンと「正義」の話をしよう』朝日新聞出版 2011　『ウルトラマン「正義の哲学」』朝日文庫
- 『ウルトラマンは現代日本を救えるか』朝日新聞出版 2012
- 『3分あれば世界は変わる ウルトラマンが教えてくれること』内外出版社 2015
- 現在は白老町立白翔中学校に勤務